# 尤恩 (新澤西州)
尤恩（英語：Ewan）是位於美國新澤西州格洛斯特縣的非建制地區。

## 歷史
尤恩的郵局自1894年營運至今。

## 地理
尤恩所處的海拔為高於海平面35米（即115英呎），而該地所採用的時區為UTC-5，即北美东部时区（EST）。同時該地設有夏令時間，為UTC-5調快一小時，即UTC-4（EDT）。